# Hjelme kyrka
Hjelme kyrka (norska: Hjelme kirke) är en kyrka på ön Seløyna i Øygardens kommun i Vestland fylke i västra Norge. Kyrkan ligger omkring 40 kilometer nordväst om staden Bergen.

## Kyrkobyggnaden
Hjelme kyrka uppfördes efter ritningar av arkitekt Arne Halvorsen och invigdes av biskop Per Juvkam den 13 juni 1971. Kyrkan har en stomme av betong och består av ett långhus med nord-sydlig orientering där kyrkorummets kor finns i norr. Nordost om kyrkan finns ett klocktorn med en spetsig pyramidformad spira. I tornet hänger två klockor.

## Inventarier
- Orgeln med 17 stämmor, två manualer och pedal är tillverkad år 1971 av Eduard Moser, Jacob Pieroth, Vestlandske Orgelverksted.
- Predikstol, altare, altarring, dopfunt, orgelläktare och bänkar är utförda i samma stil efter ritningar av kyrkans arkitekt och tillverkade av Os Treindustri. De är byggda av svartlackerade metallstänger och belagda med brädor av furu.